# 山口城 (伊勢国)
山口城（やまぐちじょう）は、三重県いなべ市藤原町山口（伊勢国員弁郡山口）にあった日本の城（平山城）。別名玉垣城（たまがきじょう）。

## 歴史
同市藤原町山口の丘陵上に所在する。付近に所在する善長寺（藤原町山口1333）の寺伝によれば、寺の開祖で北畠具教に仕えた藤田正澄が、美濃国の土岐氏の侵攻に備えて1493年（明応2年）に築城したと伝わり、1574年（天正2年）に織田信長に攻められ、落城したとされる。